# Barbara Jatta
Pour les articles homonymes, voir Jatta.
Barbara Jatta, née le 6 octobre 1962 à Rome (Italie), est une historienne de l'art italienne. Le 20 décembre 2016, elle est nommée directrice des musées du Vatican par le pape François et devient la première femme à occuper cette responsabilité,.

## Biographie
Barbara Jatta grandit entourée de tableaux : sa grand-mère est peintre et sa mère et sa sœur sont restauratrices d'art. Dans une entrevue parue dans le journal Corriere della Sera, elle dit être née dans des odeurs de solvants. Elle a étudié la littérature à l'Université de Rome « La Sapienza » et obtenu un doctorat en 1986 avec une thèse intitulée "The History of Drawing, Engraving and Graphics". 
Elle a ensuite été diplômée en histoire de l'art et en administration des archives en 1991 avant de partir étudier dans différents pays comme le Royaume-Uni, le Portugal ou encore les États-Unis. Depuis 1994, elle enseigne l'histoire des arts à l'Université Sœur-Ursule-Benincasa à Naples. 
En 1996, elle rejoint la Bibliothèque apostolique Vaticane. En juin 2016, elle est nommée vice-présidente des musées du Vatican. Le 20 décembre 2016, elle succède à Antonio Paolucci et en devient la directrice. Elle occupe ce poste depuis le 1er janvier 2017. 

### Expositions et initiatives éditoriales
Elle a organisé et a collaboré a plusieurs expositions et participé à des initiatives éditoriales, y compris : Vues romaines de Lievin Cruyl, (1988); Francesco Bartolozzi : graveur des Grazie, (1996); Piranesi et l'Aventino, (1998); Angelika Kauffmann et Rome, (1998); Rome-vue. Dessins et estampes panoramiques de la ville du XVe   au  XIXe siècle, (2000); Forma urbis Romae, (2000); Gravures du XVIIIe siècle en Italie, (2002); Rome éternelle : Dessins et gravures panoramiques du XVe  au  XIXe siècle, (2003); Speculum Dianae Magnificentiae, (2006); 1929 - 2009 : Quatre-vingts ans de l'État de la Cité du Vatican, (2009); XXII International Advisory of Keepers of Graphic Collections, (2010); Connaître la Bibliothèque vaticane. Une histoire ouverte à l'avenir, (2010); Jean-Paul II. Un hommage de Benoît XVI à l'occasion de la béatification, (2011) et Quatre-vingts ans de Radio Vatican (2011). En 2018 elle a inauguré à Mexico l'exposition Vatican : From Saint Peter to Francisco.

### Vie privée
Le grand-père de Barbara Jatta était l’architecte et historien de l'art Andrea Busiri Vici (1903-1989). Barbara Jatta est mariée à Fabio Midulla - un pédiatre et professeur de médecine à l'université de Rome - et elle a trois fils.

## Publications

### Livres
- (it) Forma urbis Romae : pianta monumentale di Roma per il grande giubileo dell'anno duemila, Cité du Vatican, Biblioteca apostolica Vaticana, 2000, 36 p.
- (it) Piante e vedute della Basilica di San Pietro in Vaticano, Cité du Vatican, Biblioteca apostolica Vaticana, 2006, 4 c., 15 c., 15 c. (ISBN 88-210-0806-1).
- (it) 1929-2009 : ottanta anni dello Stato della Città del Vaticano, Cité du Vatican, Biblioteca apostolica Vaticana, 2009, 454 p.
- (it) La Pala dei Decemviri di Pietro Perugino, Perugia, Aguaplano, 2020, 70 p. (ISBN 978-88-85803-56-5).

### Livres en collaboration

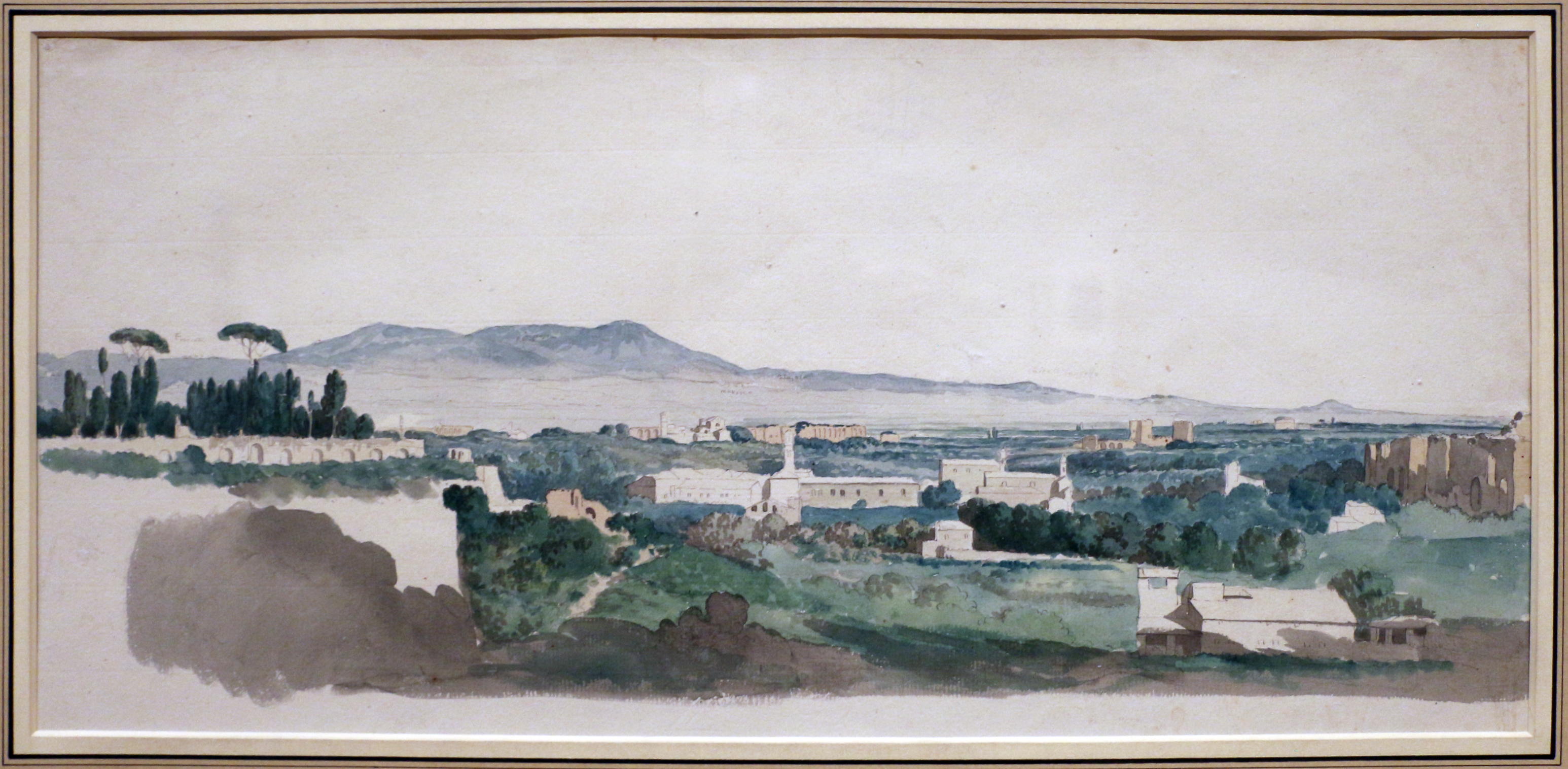
Carlo Labruzzi, Palatino, estampe, 1775 ≈

- Capodiferro, Alessandra, et al. "L'attività di Rodolfo Lanciani sul Palatino", 1990.
- (it) Barbara Jatta, Lievin Cruyl e la sua opera grafica : Un artista fiammingo nell'Italia del Seicento, Bruxelles-Rome, Institut historique belge de Rome, 1992, 401 p. (ISBN 9074461034).
- (it) Barbara Jatta et Joseph Connors, Vedute romane di Lievin Cruy : paesaggio urbano sotto Alessandro VII, Rome, Accademia americana in Roma, 1989.
- (it) Barbara Jatta et Maria Teresa Penta, Incisioni del '700 in Italia : nella Raccolta d'Arte Pagliara dell'Istituto Suor Orsola Benincasa, Naples, Istituto Suor Orsola Benincas, 2002, 355 p.
- (it) Christine Grafinger, Barbara Jatta et Jorge María Mejía, I cardinali bibliotecari di Santa Romana Chiesa : La quadreria nella Biblioteca apostolica Vaticana, Cité du Vatican, Biblioteca apostolica Vaticana, 2006, 427 p. (ISBN 88-210-0799-5).
- (it) Barbara Jatta et Francesco Petrucci, Speculum Dianae Magnificentiae : Iincisioni e litografie del lago di Nemi dal '500 all'800 : collezione Luigi Bartelli, Ariccia, Arti Grafiche, 2006, 207 p.
- (it) Pier Andrea De Rosa, Barbara Jatta et Lorenzo Quilici, La via Appia nei disegni di Carlo Labruzzi alla Biblioteca Apostolica Vaticana, Cité du Vatican, Biblioteca apostolica Vaticana, 2013, 587 p. (ISBN 978-88-210-0901-3).
- (it) Pier Andrea De Rosa et Barbara Jatta, Disegni del secolo XIX del fondo Ashby nella Biblioteca Apostolica Vaticana, Cité du Vatican, Biblioteca apostolica Vaticana, 2014, 343 p. (ISBN 978-88-210-0915-0).
- (it + en) Manuela Gobbi et Barbara Jatta, I disegni di Bernini e della sua scuola nella Biblioteca Apostolica Vaticana. Drawings by Bernini and His School at the Vatican Apostolic Library, Cité du Vatican, Biblioteca apostolica Vaticana, 2015.
- (it) Barbara Jatta et Ambrogio M. Piazzoni, Misericordiae vultus : Stampa artistica e celebrativa del giubileo straordinario della misericordia, Cité du Vatican, Biblioteca apostolica Vaticanna, 2016, 47 p.
- (en) Barbara Jatta et Susanne Siegl-Mocavini, Personaggi del nostro tempo : ritratti di Auguste Moede Jansen, Cité du Vatican, Biblioteca Apostolica Vaticana, 2017, 322 p.
- (it) Fabrizio Biferali, Barbara Jatta et Nadia Righi, Raffaello : Annunciazione, Adorazione dei Magi, Presentazione al tempio : La predella della Pala Oddi, Cinisello Balsamo, Silvana editoriale, 2022, 71 p. (ISBN 978-88-366-5367-6).